# Richard Edwin Hills
Pour les articles homonymes, voir Hills.
Richard Edwin Hills (30 septembre 1945 - 5 juin 2022) est un astronome britannique, professeur émérite de radioastronomie à l'université de Cambridge.

## Éducation
Né le 30 septembre 1945 et formé à la Bedford School, Hills étudie les tripos en sciences naturelles au Queens' College de Cambridge, puis se rend à l'université de Californie à Berkeley pour obtenir son doctorat en philosophie.

## Carrière et recherche
Hills est chercheur à l'Institut Max-Planck de Bonn entre 1972 et 1974, avant de retourner à l'université de Cambridge et de s'impliquer dans le développement de télescopes et d'instruments pour l'astronomie à des longueurs d’onde d'environ un millimètre - la région spectrale qui se situe entre les ondes radio et l'infrarouge — ce qui est relativement inexploré,.
Hills travaille en tant que scientifique du projet pour le télescope James Clerk Maxwell pendant sa conception et sa construction, et utilise ensuite le télescope pour observer des quasars éloignés et décalés vers le rouge et les processus associés à la formation d'étoiles. En décembre 2007, il est nommé scientifique de projet pour le télescope ALMA, un interféromètre submillimétrique dans le désert d'Atacama au nord du Chili .
Hills est membre du St Edmund's College de Cambridge et directeur des études en sciences naturelles à St Edmund's entre 1990 et 2007. Il est professeur de radioastronomie à l'université de Cambridge entre 1990 et 2007, chef adjoint du département de physique de l'université de Cambridge entre 1999 et 2003, et professeur émérite de radioastronomie à l'université de Cambridge jusqu'à sa mort en 2022.
Hills reçoit la médaille Jackson-Gwilt de la Royal Astronomical Society en 1989, fait partie de l'équipe qui reçoit le prix MacRobert d'ingénierie en 1990 et est élu membre de la Royal Society (FRS) en 2014.